# Gebietsänderungen in Nordrhein-Westfalen
Die Übersicht zu den Gebietsänderungen in Nordrhein-Westfalen enthält in den nachgelagerten Listen alle administrativen Gebietsänderungen, die hauptsächlich von 1966 bis 1976 durchgeführt wurden. Das Gebiet der in den Listen erfassten Gebietsänderungen entspricht jeweils der jeweiligen Ausdehnung Nordrhein-Westfalens zum Zeitpunkt der Gebietsänderung.

## Änderungen

### Kreise
Bis zum 30. September 1969 hieß die offizielle Bezeichnung für diese Verwaltungseinheit Landkreis.
| Datum          | (Land-)Kreise Veränderung | (Land-)Kreise Anzahl |
| -------------- | ------------------------- | -------------------- |
| 1. Juli 1965   |                           | 57                   |
| 1. August 1969 | − 1                       | 56                   |
| 1. Januar 1972 | − 4                       | 52                   |
| 1. Januar 1973 | − 4                       | 48                   |
| 1. Januar 1975 | − 17                      | 31                   |

Die Anzahl der Kreise hat sich nach dem Abschluss der Gebietsreform bis zur Verschmelzung des Kreises Aachen mit der Stadt Aachen zur Städteregion Aachen 2009 nicht mehr geändert.

### Kreisfreie Städte
| Datum            | kreisfreie Städte Veränderung | kreisfreie Städte Anzahl |
| ---------------- | ----------------------------- | ------------------------ |
| 1. Juli 1965     |                               | 38                       |
| 1. Juli 1966     | − 1                           | 37                       |
| 1. Januar 1969   | − 2                           | 35                       |
| 1. Januar 1970   | − 1                           | 34                       |
| 1. Januar 1975   | − 11                          | 23                       |
| 6. Dezember 1975 | + 1                           | 24                       |
| 1. Juli 1976     | − 1                           | 23                       |

Die Anzahl der kreisfreien Städte hat sich nach dem Abschluss der Gebietsreform nicht mehr verändert. Allerdings ist die Stadt Aachen mit ihrer Eingliederung in die gleichnamige Städteregion nicht mehr uneingeschränkt kreisfrei.

### Ämter
Am 1. April 1967 gab es noch 290 Ämter in Nordrhein-Westfalen. Beim Abschluss des ersten Neugliederungsprogramms waren es am 1. Januar 1970 noch 149. Nach dem Abschluss der Reformen gab es am 1. Januar 1975 keine Ämter mehr. Auch Verwaltungsgemeinschaften mit anderem Namen kennt Nordrhein-Westfalen nicht.

### Gemeinden
Die Anzahl der Gemeinden betrug in Nordrhein-Westfalen an den folgenden Stichtagen:
| Datum         | Anzahl |
| ------------- | ------ |
| 30. Juni 1965 | 2362   |
| 30. Juni 1966 | 2355   |
| 30. Juni 1967 | 2334   |
| 30. Juni 1968 | 2277   |
| 30. Juni 1969 | 2049   |
| 30. Juni 1970 | 1276   |
| 30. Juni 1971 | 1277   |
| 30. Juni 1972 | 1139   |
| 30. Juni 1973 | 0984   |
| 30. Juni 1974 | 0984   |
| 30. Juni 1975 | 0393   |
| 30. Juni 1976 | 0395   |
| 30. Juni 1977 | 0396   |

Am 1. April 1967 gab es noch 1842 amtsangehörige Gemeinden in Nordrhein-Westfalen. Beim Abschluss des ersten Neugliederungsprogramms waren es am 1. Januar 1970 noch 864. Nach dem Abschluss der Reformen gab es am 1. Januar 1975 keine amtsangehörigen Gemeinden mehr.
Am 1. April 1967 gab es 455 amtsfreie Gemeinden in den nordrhein-westfälischen Landkreisen. Beim Abschluss des ersten Neugliederungsprogramms waren es am 1. Januar 1970 noch 378. Nach dem Abschluss der Reformen waren am 30. Juni 1977 (Stichtag) alle 373 kreisangehörigen Gemeinden amtsfrei. 
Die Anzahl der Gemeinden hat sich nach dem Abschluss der Gebietsreform nicht mehr verändert.

## Liste
Berücksichtigt werden in dieser Liste die Termine der Änderungen von Kreisen und Gemeinden in der Zeit des ersten und des zweiten Neugliederungsprogramms. 
| Datum      | Maßnahme(n) |
| ---------- | --- |
| 01.01.1966 | Bildung der neuen Gemeinde Bergkamen, Landkreis Unna |
| 01.07.1966 | Erste Neugliederung des Landkreises Siegen, Einkreisung der Stadt Siegen |
| 01.01.1967 | Bildung der neuen Gemeinde Methler, Landkreis Unna |
| 01.01.1968 | Neugliederung des Landkreises Unna und Bildung der neuen Stadt Sendenhorst, Landkreis Beckum |
| 01.07.1968 | Bildung der neuen Städte Heimbach, Landkreis Schleiden, und Telgte, Landkreis Münster |
| 01.08.1968 | Bildung der neuen Gemeinde Rhede, Landkreis Borken |
| 01.01.1969 | Zweite Neugliederung des Landkreises Siegen, Neugliederung der Landkreise Altena, Herford und Lemgo, Einkreisung der Städte Herford und Lüdenscheid, Umbenennung des Landkreises Altena in Landkreis Lüdenscheid, Bildung der neuen Gemeinden Freckenhorst, Nörvenich und Oberbruch-Dremmen |
| 01.07.1969 | Schwerpunkt: Neugliederung der Landkreise Euskirchen, Geldern, Kleve, Oberberg, Olpe und Soest |
| 01.08.1969 | Neugliederung des Raumes Bonn |
| 01.01.1970 | Schwerpunkt: Neugliederung der Kreise Detmold, Ennepe-Ruhr, Höxter, Kempen-Krefeld und Wiedenbrück, Einkreisung der Stadt Viersen |
| 18.12.1970 | Aufhebung der Neugliederungsmaßnahme Waldbauer |
| 01.01.1972 | Neugliederung des Raumes Aachen |
| 04.08.1972 | Aufhebung der Neugliederungsmaßnahme Heimbach/Nideggen |
| 01.01.1973 | Neugliederung des Raumes Bielefeld |
| 01.01.1975 | Neugliederung der Räume Ruhrgebiet, Niederrhein, Münster/Hamm, Düsseldorf, Köln und Sauerland/Paderborn |
| 06.12.1975 | Aufhebung der Neugliederungsmaßnahme Bottrop |
| 01.07.1976 | Neugliederungskorrekturen bei den Städten Bottrop, Monheim und Wesseling |